# 私は最強
「私は最強」（わたしはさいきょう）は、日本の歌手・Adoの楽曲。作詞・作曲は大森元貴。2022年6月22日に配信限定シングルとしてVirgin Musicからリリースされた。

## 概要
本楽曲は『ONE PIECE FILM RED』の劇中歌となっており、本作のために、Mrs. GREEN APPLEが書き下ろした楽曲となっている。
主題歌と劇中歌の7曲を7組のアーティストが楽曲提供を行うというプロジェクトの第2弾楽曲で、ウタの歌唱パートを担当したAdoの名義でリリースされ、ミュージックビデオもAdoのYouTubeチャンネルにて公開された。
本楽曲を書き下ろした大森元貴が所属するMrs. GREEN APPLEによるセルフカバーバージョンは、10枚目のシングル「Soranji」にカップリング曲として収録されており、5thアルバム『ANTENNA』にも収録される。

## チャート成績

### Billboard JAPAN
2022年6月29日付（集計期間：6月20日 - 6月26日）のチャート「Download Songs」で4位、「Streaming Songs」で75位、アニメソングチャート「Hot Animation」では5位、総合チャート「Hot 100」では21位で初登場。
8月10日に本楽曲が収録されたアルバム『ウタの歌 ONE PIECE FILM RED』がリリースされると、8月17日付（集計期間：8月8日 - 8月14日）の「Streaming Songs」「Hot Animation」「Hot 100」でそれぞれ3位にランクイン。8月24日付（集計期間：8月15日 - 8月21日）には「Download Songs」で4位、「Streaming Songs」「Hot Animation」では2位と、それぞれ最高位を記録。9月28日付（集計期間：8月19日 - 9月25日）の「Hot 100」で最高位となる2位を記録。

### オリコン
2022年7月4日付（集計期間：6月20日 - 6月26日）の「週間デジタルシングルランキング」で8位、「週間ストリーミングランキング」で49位、「週間合算シングルランキング」で38位で初登場。
8月10日のアルバムリリースと共に順位は上昇、8月22日付（集計期間：8月8日 - 8月14日）の「週間デジタルシングルランキング」では5,851DLで3位にランクイン、8月29日付（集計期間：8月15日 - 8月21日）では2位に順位を上げた。8月22日付から5週連続TOP5入りとなり、累積DL数は59,583DLとなった。8月22日付の「週間ストリーミングランキング」には週間再生数10,688,802回で3位にランクイン、8月29日付では2位に順位を上げた。8月29日付から4週連続週間再生数1000万回超えを記録し、累積再生数は70,349,971回となった。8月22日付の「週間合算シングルランキング」で3位にランクイン。

### RIAJ認定
|                                | 認定（RIAJ） | 再生回数           |
| ------------------------------ | ------------ | ------------------ |
| ストリーミング                 | プラチナ     | 100,000,000 回再生 |
| *認定のみに基づく売上/再生回数 |              |                    |

### その他
2024年4月17日、NexTone Award 2024でBronse Medalを受賞した。

## 他のアーティストによるカバー
- PelleK & オーイシマサヨシ - カバーソングプロジェクト「CrosSing 7th Season」にてカバー（2023年12月27日配信リリース）[40]。
- Poppin'Party［戸山香澄（愛美）］ - ゲーム『バンドリ! ガールズバンドパーティ!』にてカバー（2024年1月1日追加収録）[41]。
- きただにひろし - アルバム『ONE PIECE COVER SONGS～仲間の印×～』にてカバー（2025年3月26日発売）[42]。
- 家入レオDonutsBox FCツアーにてカバー(2025.6.26〜7.5のうち3日間東名阪にて)